# Fibrosarcoma
Il fibrosarcoma si identifica come una neoplasia maligna costituita da fibroblasti che possono produrre quantità variabili di collagene e una struttura a spina di pesce. Negli ultimi decenni, si è osservata una diminuzione dell'incidenza dei fibrosarcomi negli adulti, poiché la classificazione dei fibrosarcomi si è continuamente ristretta e altre neoplasie mesenchimali e non mesenchimali che imitano i fibrosarcomi vengono diagnosticate in modo più accurato. I fibrosarcomi possono essere suddivisi in due tipi: fibrosarcomi infantili o congeniti e fibrosarcomi di tipo adulto. I fibrosarcomi infantili raramente metastatizzano, mentre quelli di tipo adulto sono altamente maligni.

## Clinica

### Eziologia
Di solito, i fibrosarcomi hanno origine dalla fascia e dai tendini dei tessuti molli, ma possono anche comparire nelle ossa come tumori primari o secondari nel canale midollare o nel periostio. Precedenti danni ossei, derivanti da trauma o radioterapia, possono dar luogo a fibrosarcomi ossei.

### Epidemiologia
Il fibrosarcoma dell'adulto è più comune negli adulti di mezza età e più anziani e raramente si verifica nei bambini. C'è una leggera prevalenza nei pazienti di sesso maschile e coinvolge più comunemente i tessuti molli profondi degli arti, del tronco, della testa e del collo. In un'indagine sui fibrosarcomi dell'adulto, l'80% è stato classificato come alto grado, con il 25% delle lesioni a basso grado rimanenti che nel tempo progrediscono in un sarcoma ad alto grado a livello locale.

### Fisiopatologia
I fibrosarcomi hanno origine da cellule mesenchimali e sono composti da fibroblasti a forma di spindola con una proliferazione incontrollata. Più frequentemente, i fibrosarcomi hanno origine dai tendini e dalle fasce dei tessuti profondi, ma possono anche verificarsi nel canale midollare o nel periostio delle ossa. Lesioni ossee preesistenti o tessuti irradiati possono anche dar luogo a fibrosarcomi secondari delle ossa.

### Istopatologia
I fibrosarcomi sono una tipologia di sarcoma dei tessuti molli caratterizzata da cellule con forma e nuclei ovali fusiformi, cellule affusolate a forma di lancia e citoplasma unipolare o bipolare. Nei fibrosarcomi dell'adulto si osserva un grado lieve o moderato di pleomorfismo. Le cellule neoplastiche sono disposte in lunghe fasce ondulate che formano un classico motivo a spina di pesce. Si noti che un alto grado di pleomorfismo dovrebbe classificare qualsiasi tumore come un sarcoma pleomorfo indifferenziato. I fibrosarcomi mostrano diversi gradi di attività mitotica e presentano nuclei intensamente colorati con nucleoli prominenti e citoplasma scarso. Nei fibrosarcomi è presente una quantità variabile di collagene stromale e in alcuni tumori può sembrare simile a una fibromatosi.
Sebbene l'istopatologia da sola non sia sufficiente per distinguere i fibrosarcomi dagli altri sarcomi a cellule spindolari, un'adeguata immunohistochimica può essere di grande aiuto nella diagnosi identificando marcatori tumorali caratteristici. Inoltre, la misurazione di questi marcatori sulla superficie cellulare o all'interno dell'ambiente tumorale è spesso cruciale nel monitorare l'efficacia del trattamento e la ricorrenza del tumore.
La vimentina è un marcatore che indica un'origine delle cellule mesenchimale ed è spesso l'unico marcatore positivamente colorato nella diagnosi dei fibrosarcomi. È possibile trovare anche alfa actina muscolare liscia, actina specifica muscolare e desmina come comuni marcatori mioigenici, che spesso rappresentano una differenziazione miofibroblastica.
In contrasto, un marcatore positivo per la proteina S-100 sarebbe indicativo di un tumore della guaina nervosa, mentre CD31, CD34 e il fattore VIII non von Willebrand suggerirebbero un tumore vascolare piuttosto che un vero fibrosarcoma.

### Quadro clinico
I professionisti dovrebbero investigare sulla posizione, dimensione, forma e consistenza di qualsiasi massa dei tessuti molli. Allo stesso modo, la presenza di innesti vascolari preesistenti, protesi articolari o altri materiali estranei impiantati chirurgicamente dovrebbe essere annotata. I tessuti precedentemente irradiati possono rappresentare un fattore di rischio per lo sviluppo di un fibrosarcoma, così come la presenza di dermatofibrosarcoma preesistente o liposarcoma ben differenziato.
Inoltre, l'esame regionale dei linfonodi dovrebbe essere accompagnato da un completo esame neurovascolare. I fibrosarcomi di solito si sviluppano nei tessuti connettivi profondi ricchi di collagene e, pertanto, sono meno comuni nel retroperitoneo, nel mediastino, nella testa e nel collo. In genere, i fibrosarcomi sono sferici, con una netta demarcazione rispetto ai tessuti circostanti e una consistenza ferma alla palpazione. Le dimensioni tipiche dei tumori fibrosarcomatosi variano da 3-8 cm.
I tumori fibrosi spesso hanno una diagnosi molto ritardata, poiché originano dai tessuti profondi e causano gonfiori dei tessuti molli indolori. Spesso non è fino a quando non compaiono sintomi dovuti all'effetto della massa locale di un tumore profondo che la lesione viene identificata e diagnosticata. La compromissione della circolazione sanguigna, le compressioni nervose o le restrizioni nei movimenti sono spesso presenti nella diagnosi di un fibrosarcoma.
Le presentazioni tardive dei fibrosarcomi possono essere accompagnate da perdita di peso ed anoressia. Inoltre, il dolore associato a una massa dei tessuti molli profondi di dimensioni superiori a 5 cm aumenta il sospetto di malignità e giustifica il rinvio per ulteriori valutazioni specialistiche.

### Diagnosi
L'immagine radiografica rappresenta il primo passo diagnostico quando la storia clinica e l'esame fisico suggeriscono una diagnosi di tumore maligno dei tessuti molli. La risonanza magnetica con mezzo di contrasto è la procedura preferita per valutare i tumori degli arti o del bacino e fornirà informazioni riguardanti le dimensioni del tumore, i margini, la densità del segnale, il grado di necrosi e la vascolarizzazione. Scansioni TC possono essere utilizzate anche per valutare tumori del retroperitoneo o per identificare eventuali coinvolgimenti ossei possibili. I fibrosarcomi appaiono come lesioni ovali localizzate e non specifiche con margini leggermente irregolari. Si osserverà la spostamento del tessuto circostante.
Se l'immagine suggerisce la presenza di una neoplasia dei tessuti molli, è giustificata una biopsia sotto forma di biopsia a ago, poiché l'aspirazione con ago sottile è stata criticata come inadatta per fornire una diagnosi iniziale accurata. Tuttavia, l'aspirazione con ago sottile ha utilità nel monitorare la progressione, nonché nell'identificare la ricorrenza o la metastasi del tumore se sono disponibili studi citologici precedenti per il confronto. Infine, nei tumori in cui le tecniche di biopsia minimamente invasive abbiano fallito o siano impraticabili, potrebbe essere giustificata una biopsia chirurgica più invasiva. La biopsia escissionale è generalmente raccomandata quando si sospetta un sarcoma dei tessuti molli di dimensioni comprese tra 3 e 5 cm, mentre le biopsie incisionali parziali sono appropriate quando le dimensioni del tumore superano i 5 cm.